# Tubo elettronico
Il tubo elettronico è un tipo di dispositivo elettronico usato per il controllo di correnti elettriche e la manipolazione di segnali elettrici. È stato utilizzato in passato in moltissime applicazioni dell'elettronica prima di essere soppiantato, quasi del tutto, da dispositivi a stato solido.
Rientrano nel tubo elettronico un vastissimo numero di dispositivi elettronici, tutti dei seguenti due tipi: il tubo a vuoto e il tubo a gas...

## Descrizione
Il tubo elettronico è un contenitore a tenuta stagna, realizzato in vetro, ceramica o metallo, nel quale viene praticato il vuoto (tubi a vuoto) o immesso un gas a opportuna pressione (tubi a gas). Al suo interno sono presenti due o più elettrodi collegati con l'esterno di cui uno, detto catodo, emette elettroni per effetto termoionico (emissione di elettroni per riscaldamento) o fotoelettrico (emissione di elettroni per irraggiamento con radiazione luminosa). Il fascio di elettroni emesso dal catodo, eventualmente accelerato da placche o griglie di tensione opportuna, viene raccolto da un altro elettrodo, detto anodo, il quale è mantenuto a potenziale positivo rispetto al catodo.

## Tipologia
Di seguito sono elencati i vari tipi di tubo elettronico (tra parentesi è indicato, in alcuni casi, il tipo di dispositivo in cui rientrano, in altri casi, il nome alternativo; alcuni tipi di tubi elettronici sono ripetuti perché i vari tipi di tubi elettronici si intersecano fra loro):
- tubo a vuoto
  - tubo a catodo freddo
    - tubo a raggi catodici

(display)
- tubo di Braun

- tubo termoionico

- valvola termoionica

- diodo termoionico
- triodo termoionico
- tetrodo termoionico
- tubo a raggi catodici

- tubo radiogeno
- tubo da ripresa

- image dissector
- iconoscopio
- emitron
- orthicon (orticonoscopio)
- image orthicon (orticonoscopio a immagine elettronica)
- vidicon (vidiconoscopio)
- plumbicon

(display)
- tubo di Braun-Wehnelt
- cinescopio

- emiscope
- trinitron
- diamondtron

(memorie elettroniche)
- tubo di Williams

- tubo a gas
  - tubo a catodo freddo

(dispositivi destinati solo ad un utilizzo sperimentale in laboratorio) 
- tubo di Geissler
- tubo di Crookes

- tubo termoionico

(raddrizzatori)
- thyratron
- ignitron
- krytron
- sprytron